# Cladonia rangiformis
Cladonia rangiformis Hoffm., è una specie di lichene appartenente al genere Cladonia,  famiglia Cladoniaceae, ordine Lecanorales.
Il nome deriva dal latino tardo rangiformis, cioè che ha la forma della renna, il cui nome scientifico è Rangifer tarandus, probabilmente perché questa specie di lichene, assomiglia alla C. rangiferina che è il cibo preferito dalle renne.

## Caratteristiche fisiche
Questa specie somiglia a diverse specie di Cladonia riccamente ramificate come C. arbuscula, C. ciliata, C. furcata. Qui, i podezi nella parte inferiore hanno piccole squamule. Il tallo è di colore grigio-verdastro, solitamente in forma di cespuglietto molto ramificato, con il cortex, il che la distingue facilmente dal sottogruppo delle Cladine, e un aspetto chiazzato e screziato caratterizzato da piccole linee chiare che separano macchie verdi.

## Habitat
Cresce molto diffusamente in prati aridi e in macchie mediterranee su substrato calcareo e/o siliceo.

## Località di ritrovamento
La specie si può definire cosmopolita, essendo presente in tutti i continenti nelle seguenti località: 
- Germania (Sassonia-Anhalt, Brema (stato), Essen, Renania Settentrionale-Vestfalia, Schleswig-Holstein, Baden-Württemberg, Baviera, Berlino, Brandeburgo, Meclemburgo, Niedersachsen, Renania-Palatinato, Sassonia, Turingia);
- Spagna (Madrid, Cantabria, Castiglia e León);
- Austria (Oberösterreich);
- USA (Indiana);
- Cina (Shaanxi, Yunnan);
- Iran (Mazandaran);
- Albania, Algeria, Bermuda, Bosnia ed Erzegovina, Capo Verde, Cipro, Corea del Nord, Corea del Sud, Creta, Danimarca, Estonia, Finlandia, Guernsey, Guyana, India, Irlanda, Islanda, Israele, Isole Azzorre, Isole Canarie, Libano, Lituania, Lussemburgo, Macedonia, Marocco, Mongolia, Norvegia, Paesi Bassi, Polonia, Portogallo, Regno Unito, Repubblica Ceca, Réunion, Romania, Saint-Pierre e Miquelon, Serbia, Siria, Sudafrica, Svezia, Tunisia, Turchia, Ungheria, Uruguay.

In Italia è presente, e molto abbondante, in tutta la parte centrale e meridionale; altrettanto abbondante in Toscana, in Liguria, è invece comune nelle parti più basse di tutte le regioni dell'arco alpino. Infine è rara solo nella parte meridionale della Lombardia, in gran parte dell'Emilia-Romagna e nella parte meridionale del Veneto e del Friuli.

## Tassonomia
Questa specie è da riferire alla sezione Ascyphiferae, e presenta le seguenti forme, sottospecie e varietà (al 2008):
- Cladonia rangiformis f. ciliata M. Choisy (1951).
- Cladonia rangiformis f. foliosa (Flörke) H. Olivier.
- Cladonia rangiformis f. isidiosa Bachm. (1936).
- Cladonia rangiformis f. nivea Flörke
- Cladonia rangiformis f. rangiformis Hoffm. (1796).
- Cladonia rangiformis f. senosa Anders (1936).
- Cladonia rangiformis f. setigera B. de Lesd. (1951).
- Cladonia rangiformis f. spissa Werner (1955).
- Cladonia rangiformis f. stepposa Klem. ex Anders (1936).
- Cladonia rangiformis f. subvariolosa Klem. ex Anders (1936).
- Cladonia rangiformis var. aberrans Abbayes, (= Cladonia rangiformis).
- Cladonia rangiformis var. cubana Vain.
- Cladonia rangiformis var. filiformis (Müll. Arg.) Vain. (1887).
- Cladonia rangiformis var. foliosa Flörke (1887), (= Cladonia rangiformis).
- Cladonia rangiformis var. gracillima (Mont.) Ahti (1978), (= Cladonia scabriuscula).
- Cladonia rangiformis var. hungarica Borbás{?}.
- Cladonia rangiformis var. muricata (Delise) Arnold, (= Cladonia rangiformis).
- Cladonia rangiformis var. pseudofissa Asahina (1966).
- Cladonia rangiformis var. pungens (Ach.) Vain. (1887), (= Cladonia pertricosa).
- Cladonia rangiformis var. pungens f. aberrans Des Abb.
- Cladonia rangiformis var. rangiformis Hoffm. (1796).
- Cladonia rangiformis var. sorediophora (Nyl.) Vain. (1887).